# Округ Малацки
Округ Малацки (слч. Okres Malacky) округ је у Братиславском крају, у Словачкој Републици. Административно средиште округа је град Малацки.

## Географија
Налази се у сјеверном дијелу Братиславског краја.
Граничи:
- на сјеверу и истоку је Трнавски крај,
- западно Аустрија,
- јужно Округ Братислава IV,
- југоисточно Округ Пезинок.

Клима је умјерено континентална.

## Становништво
| Година:    | 1994.  | 2004.   | 2014.   | 2024.    |
| ---------- | ------ | ------- | ------- | -------- |
| Број људи: | 62 625 | 65 840  | 70 043  | 79 982   |
| Разлика:   |        | +5,13 % | +6,38 % | +14,18 % |

| Година:    | 2023.  | 2024.   |
| ---------- | ------ | ------- |
| Број људи: | 79 689 | 79 982  |
| Разлика:   |        | +0,36 % |

Према подацима о броју становника из 2011. године округ је имао 67.785 становника. Словаци чине 94,87% становништва.
| Етнички састав (2011)‍ | Етнички састав (2011)‍ | Етнички састав (2011)‍ | Етнички састав (2011)‍ | Етнички састав (2011)‍ |
| --------------------- | --------------------- | --------------------- | --------------------- | --------------------- |
|                       |                       |                       |                       |                       |
| Словаци               | Словаци               |                       | 0                     | 94,87%                |
| Чеси                  | Чеси                  |                       | 0                     | 0,78%                 |
| Мађари                | Мађари                |                       | 0                     | 0,46%                 |
| остали, непознато     | остали, непознато     |                       | 0                     | 3,89%                 |

## Насеља
У округу се налази два града и 24 насељена мјеста. Градови су Малацки и Ступава.